# جورج تامر
الدكتور جورج تامر (ولد في قرية كفر حزير بالشمال اللبناني سنة 1960) هو أستاذ جامعي لبناني ـ ألماني، يشغل كرسي فقه اللغات الشرقية والدراسات الإسلامية بجامعة إرلنغن نورنبيرغ.

## حياته
نشأ تامر في لبنان، وحالت إصابته بشلل الأطفال دون تلقيه تعليم أوّليّ نظامي في طفولته، فتلقى تعليمه على أيدي معلمين خصوصيين واعتمد على ذاته في التعلم، ثم التحق بالمدرسة الثانوية في لبنان لعام واحد، انتقل بعده إلى ألمانيا لدراسة الفلسفة وعلمي الاجتماع واللاهوت في فرانكفورت على يد يورغن هابرماس وآخرين.
في سنة 1995، حصل تامر على درجة الماجستير في الفلسفة من جامعة برلين الحرة، ثم على دكتوراه الفلسفة في علم الفلسفة سنة 2000، قبل أن يستكمل دراساته في مجال الدراسات الإسلامية بجامعة إرلنغن نورنبيرغ سنة 2007.
عمل تامر ـ حتى سبتمبر 2012 ـ أستاذًا للغة العربية والدراسات الإسلامية وشاغلًا لكرسي إم إس صوفيا للدراسات العربية بجامعة ولاية أوهايو في كولومبوس بولاية أوهايو، وعمل أيضًا بجامعتي برلين الحرة والجامعة الأوروبية المركزية.
تخصص تامر في الدراسات القرآنية والفلسفة العربية والفكر العربي المسيحي واليهودي، كما عُني بدراسة الإسلام المعاصر.
ينتمي تامر إلى بطريركية أنطاكية وسائر المشرق للروم الأرثوذكس، وقد أسس كنيسة في برلين، وشارك في العديد من الأنشطة الدينية ومجموعات الحوار بين الأديان في ألمانيا.

## من مؤلفاته وأعماله
- الفلسفة الإسلامية وأزمة الحداثة[1]
- الحداثة وخطابها السياسي (ترجمة لمختارات من مقالات يورغن هابرماس):[1] دار النهار، بيروت، 2001.
- ترجمة لكتاب تاريخ القرآن (بالألمانية: Geschichte des Qur’ans) للمستشرق تيودور نولدكه (بالاشتراك)[1]